# Artur Kuciapski
Artur Kuciapski (* 26. Dezember 1993) ist ein polnischer Mittelstreckenläufer, der sich auf die 800-Meter-Distanz spezialisiert hat.
Bei den Leichtathletik-Europameisterschaften 2014 in Zürich gewann er Silber.
2015 siegte er bei den Leichtathletik-U23-Europameisterschaften in Tallinn und schied bei den Leichtathletik-Weltmeisterschaften in Peking im Vorlauf aus.
2013 wurde er Polnischer Meister.

## Persönliche Bestzeiten
- 800 m: 1:44,89 min, 15. August 2014, Zürich
  - Halle: 1:48,19 min, 23. Februar 2014, Sopot